# Eicklingen
Eicklingen (niederdeutsch Eikeln) ist eine aus mehreren, teilweise schon sehr alten (um 1196 gegründeten), Dörfern bestehende Gemeinde im Landkreis Celle in Niedersachsen. Sie liegt südöstlich von Celle und ist Mitgliedsgemeinde der Samtgemeinde Flotwedel. Der Name der Gemeinde ist von dem hier häufiger anzutreffenden Laubbaum Eiche geprägt.

## Geografie
Etwa 500 m südwestlich vom Ortskern von Eicklingen fließt die Fuhse vorbei, die Eicklingen von der Nachbargemeinde Wathlingen trennt. Sie kommt aus den Vorharzbergen im Salzgittergebiet und mündet etwa 20 km stromab in die Aller.

### Gemeindegliederung
Zu Eicklingen gehören die Ortsteile Klein Eicklingen (Lüttjen Eikeln), Groß Eicklingen (Groten Eikeln), Sandlingen (Santeln), Schepelse (Scheipelse), Neu-Schepelse und Paulmannshavekost. Groß Eicklingen ist der alte Dorfkern des Hauptortes, ist jedoch inzwischen deutlich kleiner als Klein Eicklingen. Die beiden Ortsteile trennt der „Horstgraben“, von den Eicklingern oft „Horste“ genannt. Der Horstgraben mündet ebenso wie das Flüsschen Harlake in die Fuhse. Der Ortsmittelpunkt ist der 2005 wieder eröffnete Amtshof mit dem neu gestalteten Vorplatz und dem gegenüber liegenden Dorfbrunnen. Der Ortsteil Groß Eicklingen ist immer noch landwirtschaftlich geprägt, Klein Eicklingen ist durch Wohnbebauung und ein Gewerbegebiet an der B 214 geprägt.

### Nachbargemeinden
Eicklingen grenzt an die Gemeinden Wathlingen, Wienhausen, Bröckel und Langlingen. Die nächsten größeren Städte sind Celle (15 km), Burgdorf (20 km), Peine (30 km), Gifhorn (30 km), Braunschweig (45 km) und Hannover (45 km).

## Geschichte
Eicklingen ist 1968 hervorgegangen aus dem Zusammenschluss der ehemaligen Gemeinden Groß Eicklingen, Klein Eicklingen und Sandlingen mit den Wohnplätzen Paulmannshavekost und Schepelse. Anschließend wurde der Straßenbau in der neuen Gemeinde vorangetrieben, die Straßen erhielten eine Bezeichnung und sämtliche Wohngrundstücke bekamen eine neue Hausnummer. Der Schulzweckverband wurde aufgelöst, Rechtsnachfolger wurde die neue politische Gemeinde.

### Groß Eicklingen
Groß Eicklingen hieß alten Dokumenten zufolge etwa im Jahr 1350 Ekelege (Eek-lage = Eichenfläche). Später, etwa 1438, nannte man es Ekelinghen. Damals zählte der Ort 319 Einwohner. Das alte Amtshaus mit Glockenturm ist noch vorhanden. Außerdem besteht noch das Gerichtsgefängnis aus der preußischen Zeit.
Groß Eicklingen hat ausschließlich landwirtschaftlichen Charakter. Im Ort gab es 1963 fünf Gewerbebetriebe mit einer Bäckerei, einer Schlosserei, einer Schmiede, einer Stellmacherei und einem Maurermeister. Etwa 110 der insgesamt 525 Einwohner arbeiteten damals in Celle.

### Klein Eicklingen

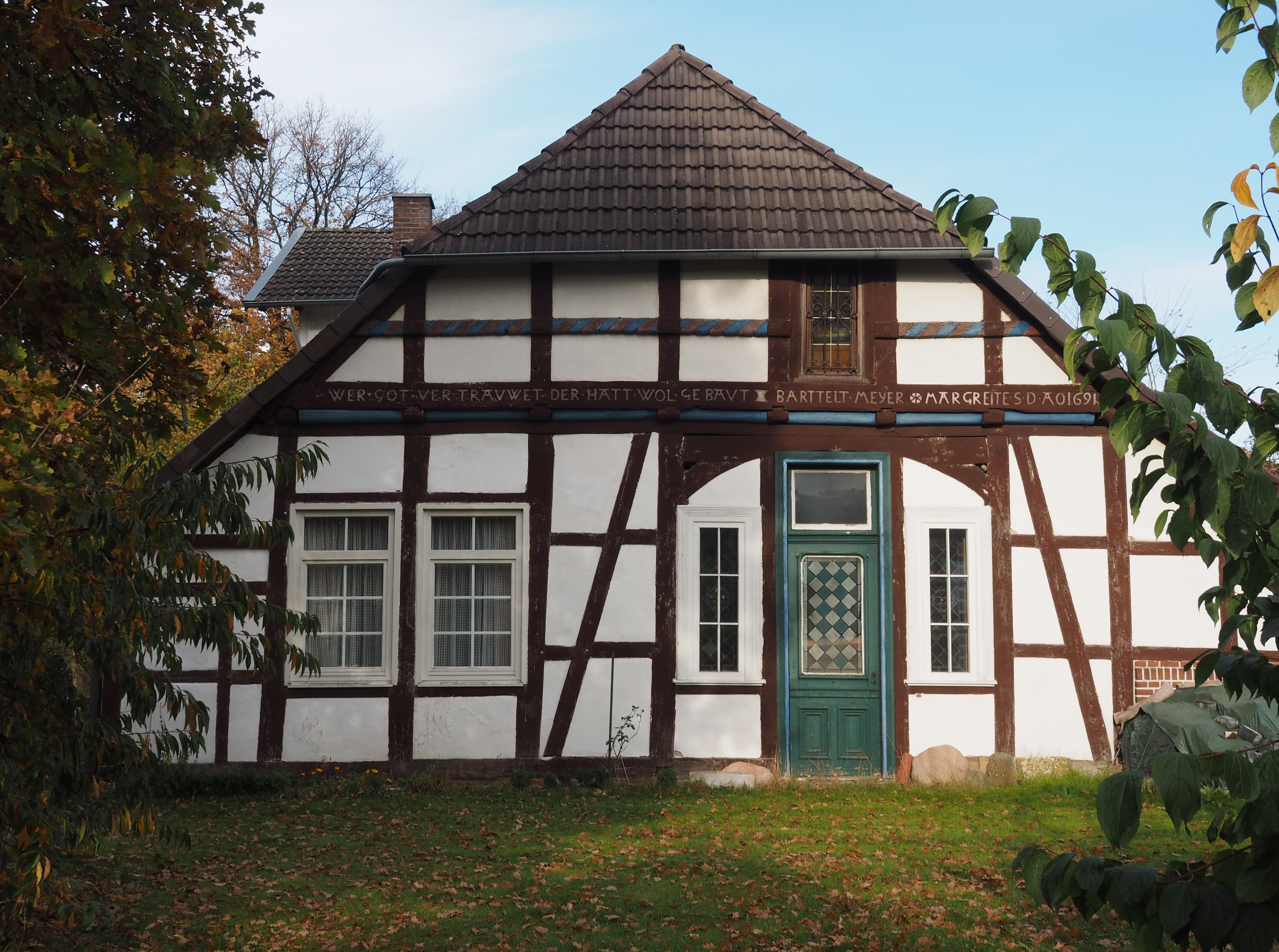
Fachwerkhaus von 1691 in Klein Eicklingen

Klein Eicklingen [Lüttjen-Eickeln, mittelalterlich: Lütteken Ekelege um 1350; Lütteken Ekenlinghen 1438; Eek-lage = Eichenfläche] bestand lange Zeit hindurch aus zwei räumlich voneinander getrennten Ortsteilen, dem älteren eigentlichen Dorf und dem etwa 200 m südlich davon gelegenen Seelhop, die inzwischen allerdings fast ganz zusammengewachsen sind. Das Dorf besaß insgesamt 37 Bauernstellen (6 Vollhöfner, 2 Höfner, 23 Kötner und 6 Brinksitzer), es war damit immerhin ein verhältnismäßig großes Bauerndorf. Beide Ortsteile hatten auch je einen bevorrechtigten Hof, das alte Dorf das adlige Gut von der Wense, der Seelhop einen Sattelhof, von dem es seinen besonderen Namen erhielt.
Die Weiterentwicklung Klein Eicklingens wurde wesentlich durch die Heerstraße von Celle nach Braunschweig (B 214) bestimmt, die rechtwinklig zur alten nach Wienhausen führenden Dorfstraße verläuft.

### Sandlingen
Der Ortsteil Sandlingen umfasste als Gemeinde die Ortsteile Sandlingen, Schepelse und Paulmannshavekost. Nach dem Zweiten Weltkrieg entstand etwa 1 km westlich von Schepelse auf den Sohnemannschen Grundstücken der Ortsteil „Neuschepelse“, wo bald 7 Eigenheime errichtet wurden. Die Bezeichnung Bauerschaft – plattdeutsch Buerskopp – für alle Ortsteile hat sich in den Nachbardörfern erhalten.

### Die Kapelle St. Lucä
Die Kapelle St. Lucä in Eicklingen ist ein Mythos. Ob sie je bestanden hat, ist nicht gesichert. Heimatforscher haben ihren Standort gesucht, aber nicht ausmachen können. 
Zwei mögliche Standorte konnten im Zuge der Recherchen lokalisiert werden. Dies ist zum einen eine Fläche, die früher zum Gut derer von der Wense gehört hatte, und zum anderen eine Stelle nahe der Wathlinger Feldmark zwischen Bundesstraße 214 und Fuhse.
Bereits um 1900 nahm sich der Pastor zu Wienhausen, Wilhelm Bettinghaus, der Nachforschungen an. Er hatte sich im III. Teil seiner „Heimathskunde“ (1901) nicht näher festlegen wollen bezüglich der Lage der Kapelle. Er schrieb: „Wann dieselbe erbaut ist und wo sie gestanden hat, ob in Gr.- oder in Kl.-Eicklingen, habe ich nicht ermitteln können. Sie wurde im Jahre 1531 zugleich mit den Heiligen-Capellen des hiesigen Klosters abgerissen. Die hiesigen Capellane haben wahrscheinlich zu gewissen Zeiten den Gottesdienst in derselben versehen.“
Forschungsobjekt war die Kapelle St. Lucä in den 1970er Jahren für vier Heimatforscher.
Einer der Heimatforscher übernahm die Jahreszahl 1531 als Datum des Kapellenabrisses und ergänzte: „Warum bleibt dahingestellt. Damals gehörte das Gut Herrn v. Mahrenholtz. Wilhelm Jochen v. Mahrenholtz starb etwa um 1650 ohne Nachkommen. Durch Lehnsbrief vom 27. März 1655 des Herzogs Christian Ludwig ging das Gut an die Familie Franz Otto v. d. Wense über.“

## Politik

### Rat
Der Rat der Gemeinde Eicklingen setzt sich aus 15 Ratsfrauen und Ratsherren zusammen. Dies ist die gemäß § 46 NKomVG festgelegte Anzahl für eine Gemeinde mit einer Einwohnerzahl zwischen 3001 und 5000, die einer Samtgemeinde angehört. Die Ratsmitglieder werden durch eine Kommunalwahl für jeweils fünf Jahre gewählt.
Bei der Kommunalwahl 2021 ergab sich folgende Sitzverteilung:
| Rat 2021Insgesamt 15 Sitze - SPD: 3 - Grüne: 3 - CDU: 9 |

Bei den letzten Kommunalwahlen ergaben sich folgenden Sitzverteilungen:
| Wahljahr | CDU | SPD | Grüne | LUB 1 | FW | parteilos | Gesamt   |
| -------- | --- | --- | ----- | ----- | -- | --------- | -------- |
| 2021     | 9   | 3   | 3     | -     | -  | -         | 15 Sitze |
| 2016     | 8   | 4   | -     | 3     | -  | -         | 15 Sitze |
| 2011     | 7   | 4   | -     | 4     | -  | -         | 15 Sitze |
| 2006     | 6   | 3   | -     | 4     | 2  | -         | 15 Sitze |
| 2001     | 7   | 3   | -     | 3     | 2  | -         | 15 Sitze |

Die letzte Kommunalwahl war am 12. September 2021

### Bürgermeister
Ehrenamtlicher Bürgermeister ist Jörn Schepelmann. Sein Stellvertreter ist Holger Wirbals.

### Wappen
Die Wappenfarben sind Silber, Gold und Grün. Das Wappen zeigt einen grünen Eichenbaum mit drei goldenen Eicheln. Die drei goldenen Eicheln symbolisieren die drei zuletzt selbstständigen Gemeinden Groß Eicklingen, Klein Eicklingen und Sandlingen. Davor befindlich ist ein silbernes, gesenktes Schwert mit einer über den goldenen Griff gehängten goldenen Waage. Das Schwert mit der Waage ist ein Symbol für den alten Gerichtsstandort Groß Eicklingen.

## Religion
Die Kirchengemeinde Eicklingen ist Teil des evangelisch-lutherischen Kirchenkreises Celle. Die Christen, die der römisch-katholischen Kirche angehören, sind Teil des Bistums Hildesheim.

## Wirtschaft und Infrastruktur

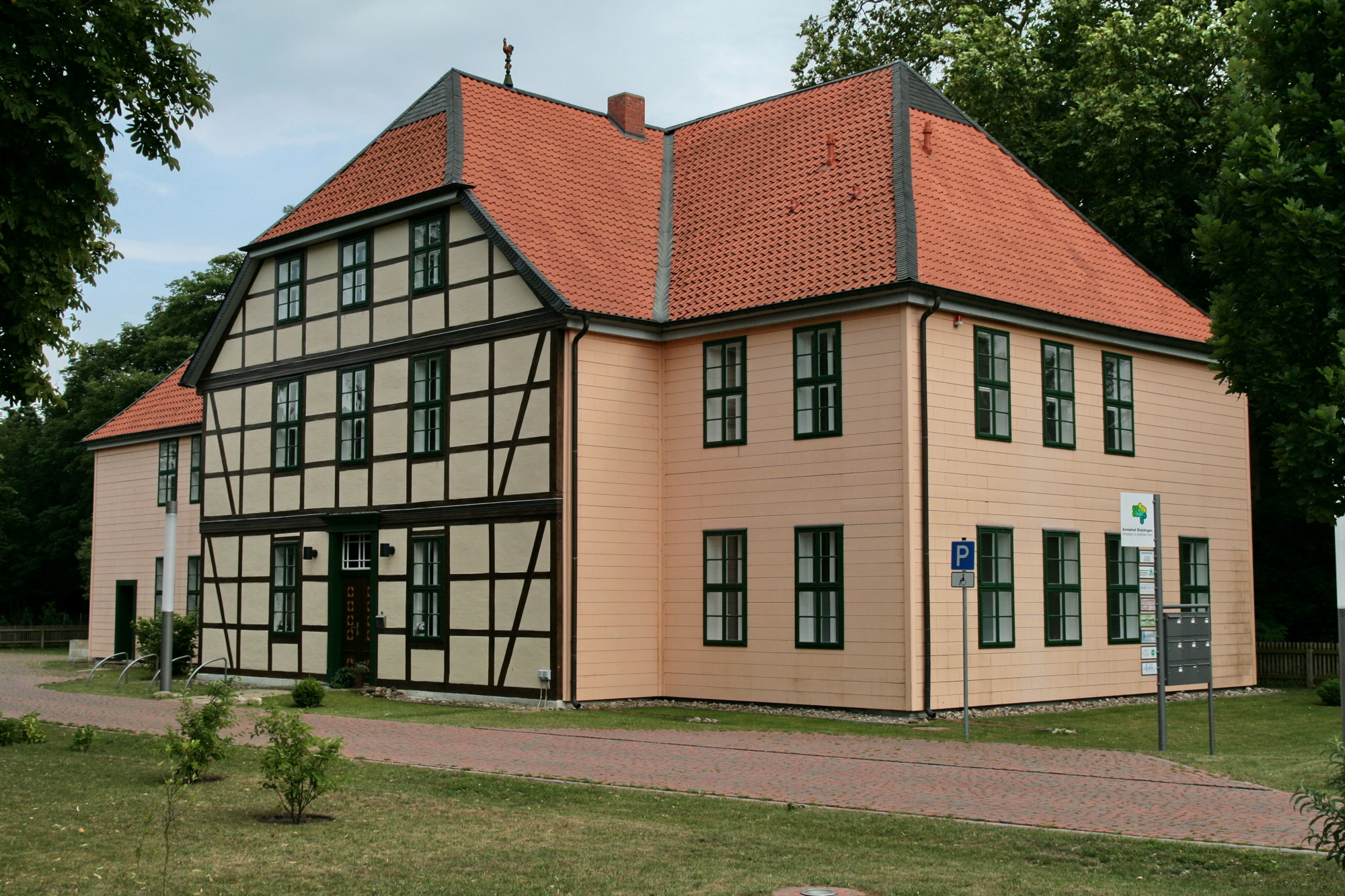
Amtshof Eicklingen

Eicklingen verfügt über Einkaufsmärkte, Ärzte, eine Apotheke sowie weitere Geschäfte und Einrichtungen der Nahversorgung sowie Gastronomie.
Im historischen Amtshof Eicklingen befand sich von 2005 bis 2008 das Niedersächsische Informations- und Kompetenzzentrum für den ländlichen Raum. Die Einrichtung wurde am 10. September 2005 durch den niedersächsischen Landwirtschaftsminister Hans-Heinrich Ehlen (CDU) eröffnet, nachdem das Gebäude fast drei Jahrzehnte leer stand.
Eicklingen hat eine Kinderkrippe, einen Kindergarten, eine Grundschule und eine Oberschule. Außerdem gibt es mehrere Freiwillige Feuerwehren. 
Durch Eicklingen führen die B 214 von Celle nach Braunschweig und die Landesstraße 311 von Nienhagen nach Lachendorf.
Die Telefonanschlüsse in Eicklingen gehören zu zwei verschiedenen Telefonvorwahlbereichen: die Vorwahl 05144 von der Nachbargemeinde Wathlingen und die Vorwahl 05149 von der Nachbargemeinde Wienhausen.

## Persönlichkeiten
- Frieder Gadesmann (1943–2014), evangelischer Theologe und Erziehungswissenschaftler (von 1965 bis 1968 im Ortsteil Klein Eicklingen)